# Золльшвиц (Виттихенау)

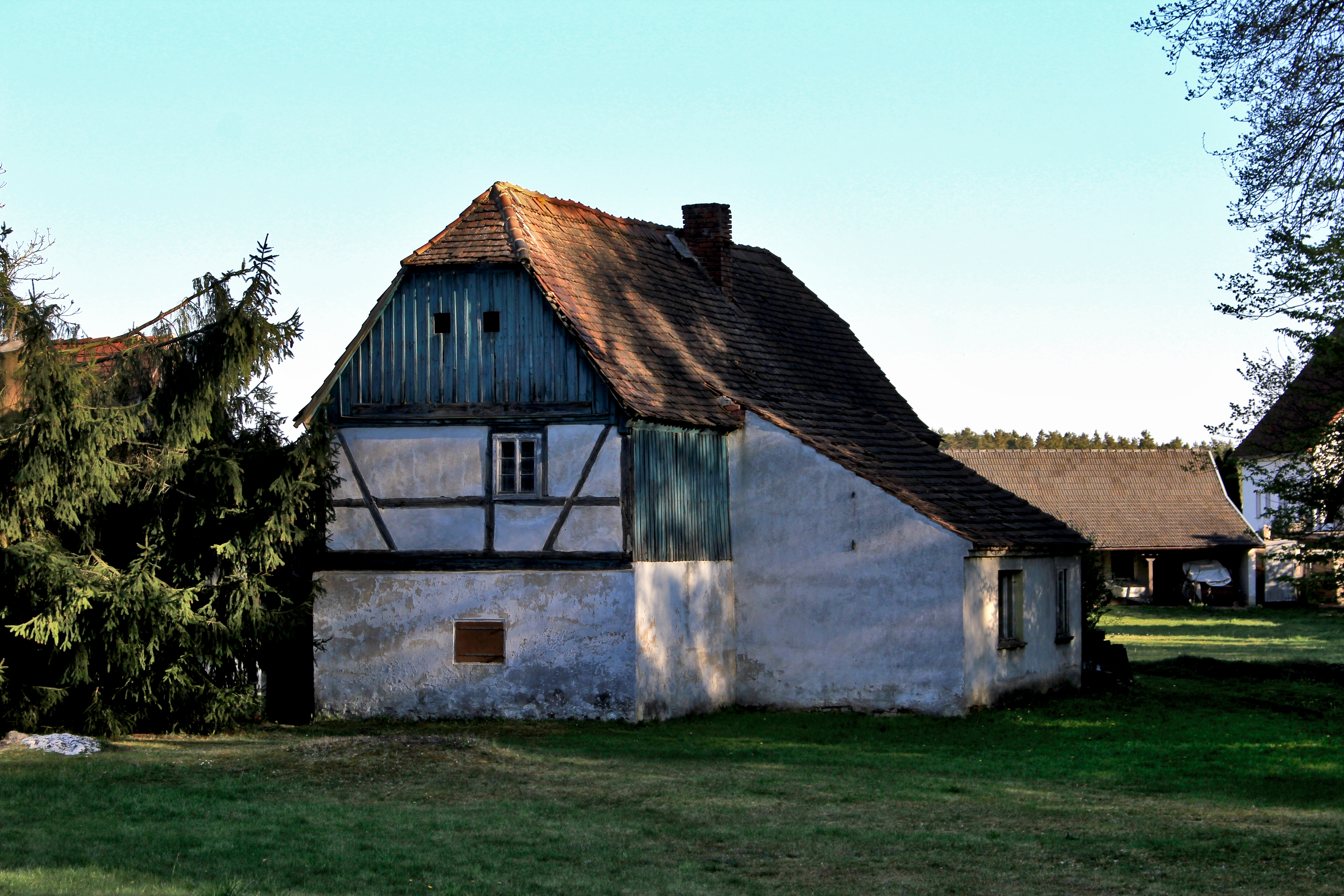

Зо́лльшвиц или Су́льшецы (нем. Sollschwitz; в.-луж. Sulšecyо файле) — сельский населённый пункт в статусе городского района Виттихенау, район Баутцен, федеральная земля Саксония, Германия.

## География
Населённый пункт расположен в географическом регионе Деланы на берегу реки Шварце-Эльстер (серболужицкое наименование — Чорны-Гальштров) юго-западнее Виттихенау. Через деревню с северо-востока проходит автомобильная дорога K9225 (Виттихенау — Золльшвиц) и с северо-запада на юго-восток — автомобильная дорога K9223 (Либегаст — Шёнау), которая на северо-западе пересекается с автомобильной дорогой S95.
Соседние населённые пункты: на северо-востоке — деревня Залау (Салов, в городских границах Виттихенау), на востоке — деревня Коттен (Кочина, в городских границах Виттихенау), на юге — деревня Шёнау (Шунов) коммуны Ральбиц-Розенталь, на юго-западе — деревня Традо (Традов) коммуны Ослинг, на западе — деревня Скаска (Скасков) коммуны Ослинг и на северо-западе — деревня Либегаст (Лубгоздж) коммуны Ослинг.

## История
Впервые упоминается в 1291 году под наименованием «Zhulisdorph». После Венского конгресса деревня перешла в 1815 году в состав Прусского королевства, где до июля 1945 года находилась в административном округе Лигниц. В июле 1950 года в границы Золльшвица вошла деревня Либегаст. С июля 1952 года деревня находилась в составе округа Хойерсверда района Котбус. В январе 1994 года Либегаст вышел из административных границ Золльшвица, который вошёл в Виттихенау в статусе городского района. С 1996 по 2008 года деревня находилась в районе Каменц, в 2008 году передана в район Баутцен.
В средние века деревня принадлежала женскому монастырю Мариенштерн.
В настоящее время деревня входит в состав культурно-территориальной автономии «Лужицкая поселенческая область», на территории которой действуют законодательные акты земель Саксонии и Бранденбурга, содействующие сохранению лужицких языков и культуры лужичан.
Исторические немецкие наименования:
- Zhulisdorph, 1291
- Czulschdorf, Czullichsdorf, Czollischdorf, 1374
- Czolstorff, 1440
- Solschwitz, 1732
- Zollsdorf, 1791
- Solschwitz, 1845
- Sollschwitz, 1908

## Население
Официальным языком в населённом пункте, помимо немецкого, является также верхнелужицкий язык.
Согласно статистическому сочинению «Dodawki k statisticy a etnografiji łužickich Serbow» Арношта Муки в 1884 году в деревне проживало 205 жителей (из них — 200 лужичан (98 %)).
Лужицкий демограф Арношт Черник в своём сочинении «Die Entwicklung der sorbischen Bevölkerung» указывает, что в 1956 году при общей численности в 404 жителей серболужицкое население деревни составляло 54 % (из них 162 взрослых владели активно верхнелужицким языком, 6 взрослых — пассивно; 50 несовершеннолетних свободно владели языком).
| 1825 | 1871 | 1885 | 1905 | 1925 | 1939 | 1946 | 1950 | 1964 | 1990 | 2011 | 2016 |
| ---- | ---- | ---- | ---- | ---- | ---- | ---- | ---- | ---- | ---- | ---- | ---- |
| 168  | 210  | 240  | 212  | 230  | 229  | 278  | 486  | 373  | 375  | 290  | 296  |